# Apache Abdera
Apache Abdera é uma implementação do Formato de Sindicação e Protocolo de Publicação Atom, que são normas para a criação, edição e publicação de feeds e outros recursos da web. O foco atual é em uma implementação Java, apesar de implementações C/C++ e .NET serem consideradas.
O código do Abdera foi inicialmente desenvolvido pela IBM e doado para a Apache Software Foundation em junho de 2006.

## Recursos
- Consumo e produção de feeds Atom 1.0 e documentos de entrada
- Implementação do cliente do Protocolo de Publicação Atom
- Framework para a criação de um de servidor do Protocolo de Publicação Atom
- Assinatura digital XML e criptografia de documentos Atom
- Suporte para extensões de formato e protocolo